# Salomo Franck
Salomon (o Salomo) Franck (Weimar, 6 de marzo de 1659 – ibidem, 11 de julio de 1725) fue un abogado, científico y poeta alemán. Fue libretista de algunas de las más célebres de cantatas de Johann Sebastian Bach.

## Vida
Nació en Weimar en 1659. Tras estudiar derecho y teología en Jena ocupó puestos gubernamentales en Zwickau, Arnstadt, Jena y Weimar, donde murió. Los registros muestran que en 1702 Franck fue secretario del alto Consistorio, gestionando la colección numismática y los registros bibliotecarios de la corte de Guillermo Ernesto, duque de Sajonia-Weimar.

## Obra
Antes de su asociación con Johann Sebastian Bach Franck ya había escrito varios textos de cantatas seculares , por ejemplo Himmelsflammende Wunschopfer, que fue interpretada en el castillo de Weimar en 1697. Franck también escribió muchos textos sagrados. Sus primeros textos de cantatas de iglesia fueron escritos en la forma más antigua, consistente en versículos de la Biblia y canciones estróficas. En 1711 utilizó por primera vez la nueva forma introducida por Erdmann Neumeister.
En 1717 Franck publicó una colección de textos sacros titulada Evangelische Sonn- und Festtages Andachten auf Hochfürstliche Gnädigste Verordnung zur Fürstlich Sächsischen Weimarischen Hof-Capell-Music in Geistlichen Arien erwecket von Salomon Francken, Fürstlich Sächsischen Gesamten Ober-Consistorial-Secretario in Weimar. Weimar und Jena bey Johann Felix Bielcken. 1717.

### Colaboración con Bach
Escribió el texto de la cantata secular más antigua de Bach de 1713, Was mir behagt, ist nur die muntre Jagd, BWV 208. En ella, siguiendo la costumbre, se basó en personajes mitológicos. La cantata fue compuesta para la celebración del 31 cumpleaños del duque Christian de Saxe-Weissenfels.
No se sabe con certeza cuando empezó a colaborar con Bach en cantatas religiosas, ya que el autor de algunos textos usados por Bach se desconoce. En todo caso, la colaboración entre Franck y Bach fue particularmente activa a partir de 1714, cuando el compositor fue nombrado Konzertmeister de Weimar y se embarcó en la composición de cantatas para la Schlosskirche (capilla de la corte) con una periodicidad regular mensual. Bach adoptó la nueva forma de cantata, escribiendo recitativos y arias da capo.  En 1717 el músico dejó Weimar, pero continuó utilizando las letras de Franck años más tarde cuando se encontraba en Leipzig.
Entre los textos de Franck utilizados por Bach se encuentran los de las cantatas BWV 31, BWV 70a, BWV 72, BWV 80, BWV 132, BWV 147, BWV 152, BWV 155, BWV 161, BWV 163, BWV 164, BWV 165, BWV 168, BWV 182, BWV 185 y BWV 186a. Probablemente escribió también el texto de BWV 12, BWV 172 y BWV 21.
Listado de obras
- Madrigalische Seelen-Lust über das heilige Leiden unsers Erlösers (1697)
- Ciclo de cantatas para el año litúrgico 1714/1715: Evangelisches Andachts-Opffer
- Ciclo de cantatas para el año litúrgico 1715/1716: Evangelische Seelen-Lust
- Ciclo de cantatas para el año litúrgico 1716/1717: Evangelische Sonn- und Fest-Tages-Andachten
- Heliconische Ehren-, Liebes- und Trauer-Fackeln, Weimar, Jena (1718)

Textos a los que puso música J. S. Bach
Probablemente de Salomon Franck (1714)
- Himmelskönig, sei willkommen, BWV 182, 25 de marzo de 1714
- Weinen, Klagen, Sorgen, Zagen, BWV 12, 22 de abril de 1714
- Erschallet, ihr Lieder, erklinget, ihr Saiten!, BWV 172, 20 de mayo de 1714
- Ich hatte viel Bekümmernis, BWV 21, 17 de junio de 1714

De Evangelisches Andachts-Opffer (1715)
- Bereitet die Wege, bereitet die Bahn!, BWV 132
- Tritt auf die Glaubensbahn, BWV 152
- Mein Gott, wie lang, ach lange? BWV 155
- Alles, was von Gott geboren, BWV 80a
- Der Himmel lacht! Die Erde jubilieret, BWV 31
- O heilges Geist- und Wasserbad, BWV 165
- Barmherziges Herze der ewigen Liebe, BWV 185
- Komm, du süße Todesstunde, BWV 161
- Ach! ich sehe, itzt, da ich zur Hochzeit gehe, BWV 162
- Nur jedem das Seine, BWV 163
- Tue Rechnung! Donnerwort, BWV 168
- Ihr, die ihr euch von Christo nennet, BWV 164
- Alles nur nach Gottes Willen, BWV 72

De Evangelische Sonn- und Fest-Tages-Andachten (1717)
- Wachet! betet! betet! wachet!, BWV 70a
- Ärgre dich, o Seele, nicht, BWV 186a
- Herz und Mund und Tat und Leben, BWV 147a